# Certified Valuation Analyst
Der Certified Valuation Analyst (CVA) ist ein eigenständiger Qualifikationsnachweis für Berufsgruppen, die sich mit der Unternehmensbewertung beschäftigen. Unternehmensbewertungen spielen vor allem bei Unternehmenstransaktionen, Bilanzierung von Beteiligungen und sonstigen Vermögensgegenständen, Konzernrestrukturierungen und wertorientierter Unternehmenssteuerung eine zentrale Rolle. Zudem stellen Bewertungen häufig die wesentlichen Parameter für die Steuervermeidung bei Transaktionen dar. Einen immer breiteren Raum nehmen Bewertung von immateriellen Werten (z. B. im Rahmen von Kaufpreisallokationen bzw. Impairment-Tests) ein.
Durch das Bestehen des Examens zum CVA dokumentiert eine Person ihre praktischen und theoretischen Kenntnisse auf dem Gebiet der Unternehmensbewertung. Weltweit haben bisher rund 6.500 CVAs das zweistufige Examen bestanden. Das Examen besteht aus einem fünfstündigen Multiple-Choice-Test. Voraussetzung zum Führen des CVA ist zusätzlich das Bearbeiten einer Fallstudie bzw. das Einreichen eines Bewertungsgutachtens mit mündlicher Prüfung. Länderspezifische Voraussetzung zum Führen des CVA ist das Bestehen des länderspezifischen Teils des Multiple Choice Tests.
Die Ausbildung zum CVA® richtet sich an alle Berufsgruppen, die Bewertungen professionell durchführen. Dazu zählen etwa:
| - Beteiligungsmanager - Controller - Corporate Finance-Berater - Finanzanalysten - Investmentmanager | - M&A-Berater - Mitarbeiter im Rechnungswesen - Rechtsanwälte - Steuerberater - Wirtschaftsprüfer |

## CVA® in Deutschland
Im deutschsprachigen Raum kann das Examen zum CVA über die European Association of Certified Valuators and Analysts abgelegt werden. Die EACVA ist der einzige Berufsverband für Unternehmensbewerter (Bewertungsprofessionals) in Deutschland, Österreich und der Schweiz. Die EACVA geht zurück auf die National Association of Certified Valuators and Analysts. Die NACVA ist in den USA Marktführer bei der Ausbildung von Bewertungsprofessionals und hat dort mehr als 6.000 Mitglieder. Die NACVA ist weltweit der einzige Berufsverband für Bewertungsprofessionals, dessen Examen von der NCCA (National Commission for Certifying Agencies) akkreditiert wurde. Sie zertifiziert seit 1990 Bewertungsprofessionals und unterstützt sie bei ihrer täglichen Arbeit. 